# Атакама (регион)
Вижте пояснителната страница за други значения на Атакама.
Атакама (на испански: Atacama) е един от 15-те региона на южноамериканската държава Чили. Регионът е разположен в северната част на страната на Тихия океан. Столицата на региона е град Копиапо. Населението е 286 168 жители (по преброяване от април 2017 г.). Общата му площ – 75 176,20 км². Богата е на селитра Състои се от три провинции. Намира се на 800 км северно от столицата Сантяго.